# Osornophryne bufoniformis
Osornophryne bufoniformis es una especie de anfibios de la familia Bufonidae.
Se encuentra en Colombia y Ecuador.
Su hábitat natural incluye montanos secos, zonas de arbustos tropicales o subtropicales a gran altitud y praderas tropicales o subtropicales a gran altitud.
Está amenazada de extinción.